# Inmigración polaca en Brasil
Los polacos han tenido una gran influencia en la cultura, las artes, la culinaria y en la música brasileña. Brasil cuenta con la mayor comunidad de polacos y sus descendientes en América Latina, con un total de aproximadamente 1 800 000 personas, o entre 1.5 y 1.8 millones de descendientes. Además es la tercera comunidad polaca del mundo después de Estados Unidos y Alemania.
Los inmigrantes polacos comenzaron a llegar a Brasil en el siglo XIX, pero su número aumentó realmente en la década de 1920. El estado brasileño de Paraná es una zona predominantemente polaca en Brasil.

## Historia

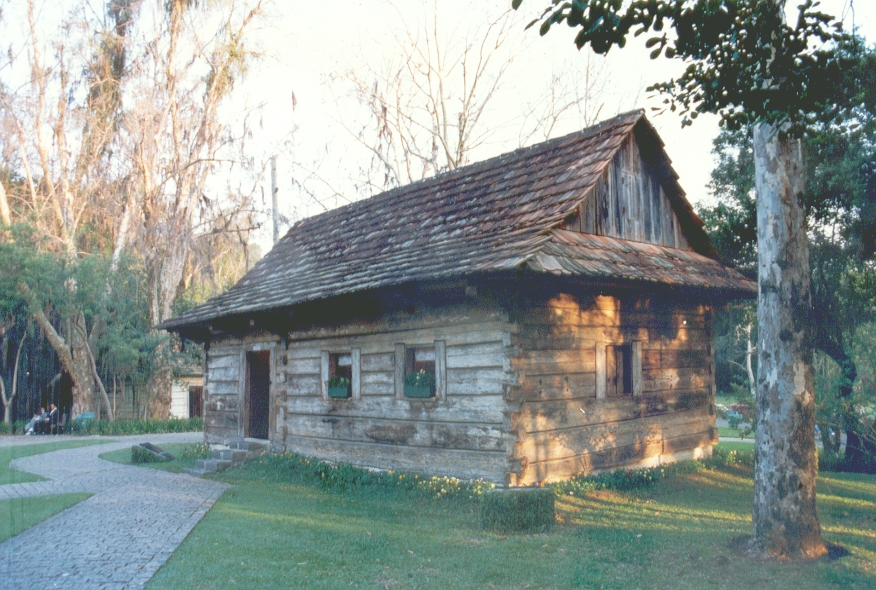
Casa de colonos polacos.
(Bosque do Papa, Curitiba, Paraná).

Los inmigrantes polacos llegaron por primera vez al puerto de Itajaí, Santa Catarina, en agosto de 1869. Fueron 78 polacos de la zona del sur de Silesia. El Comandante Redlisch de la nave Victoria, reunió a gente de Europa del Este para establecerse en Brusque.
Fueron un total de 16 familias, entre ellos: Francisco Pollak, Nicolau Wós, Boaventura Pollak, Thomasz Szymanski, Simon Purkot, Felipe Purkot, Miguel Prudlo, Chaim Briffel, Simon Otto, Domin Stempke, Gaspar Gbur, Balcer Gbur, Walentin Weber, Antoni Kania, Franciszek Kania, André Pampuch y Stefan Kachel. Los polacos fueron colocados en las colonias Príncipe Dom Pedro e Itajaí, en el área de Brusque.
La inmigración polaca en Brasil no fue tan grande como la inmigración de portugueses o italianos, sin embargo, un número significativo de polacos se han asentado en Brasil. De 1872 a 1959, 1,110.243 ciudadanos "rusos" entraron a Brasil. De hecho, la gran mayoría de ellos eran polacos, ya que la mayor parte Polonia estaba bajo el dominio ruso y muchos polacos étnicos emigraron con pasaportes rusos.
El Estado de Paraná recibió la mayoría de los inmigrantes polacos, que se asentaron principalmente en la región de Curitiba, en los municipios de Mallet, Cruz Machado, São Matheus do Sul, Irati, y União da Vitória.
La mayoría de los inmigrantes polacos en el sur de Brasil fueron católicos que llegaron entre 1870-1920 y trabajaron como pequeños agricultores en el Estado de Paraná. Otros fueron a los estados vecinos de Río Grande del Sur, Santa Catarina y São Paulo. Después de la década de 1920, muchos judíos polacos emigraron en busca de refugio de Europa, instalándose principalmente en el Estado de São Paulo. Hoy en día la mayoría de los judíos brasileños son de origen polaco.

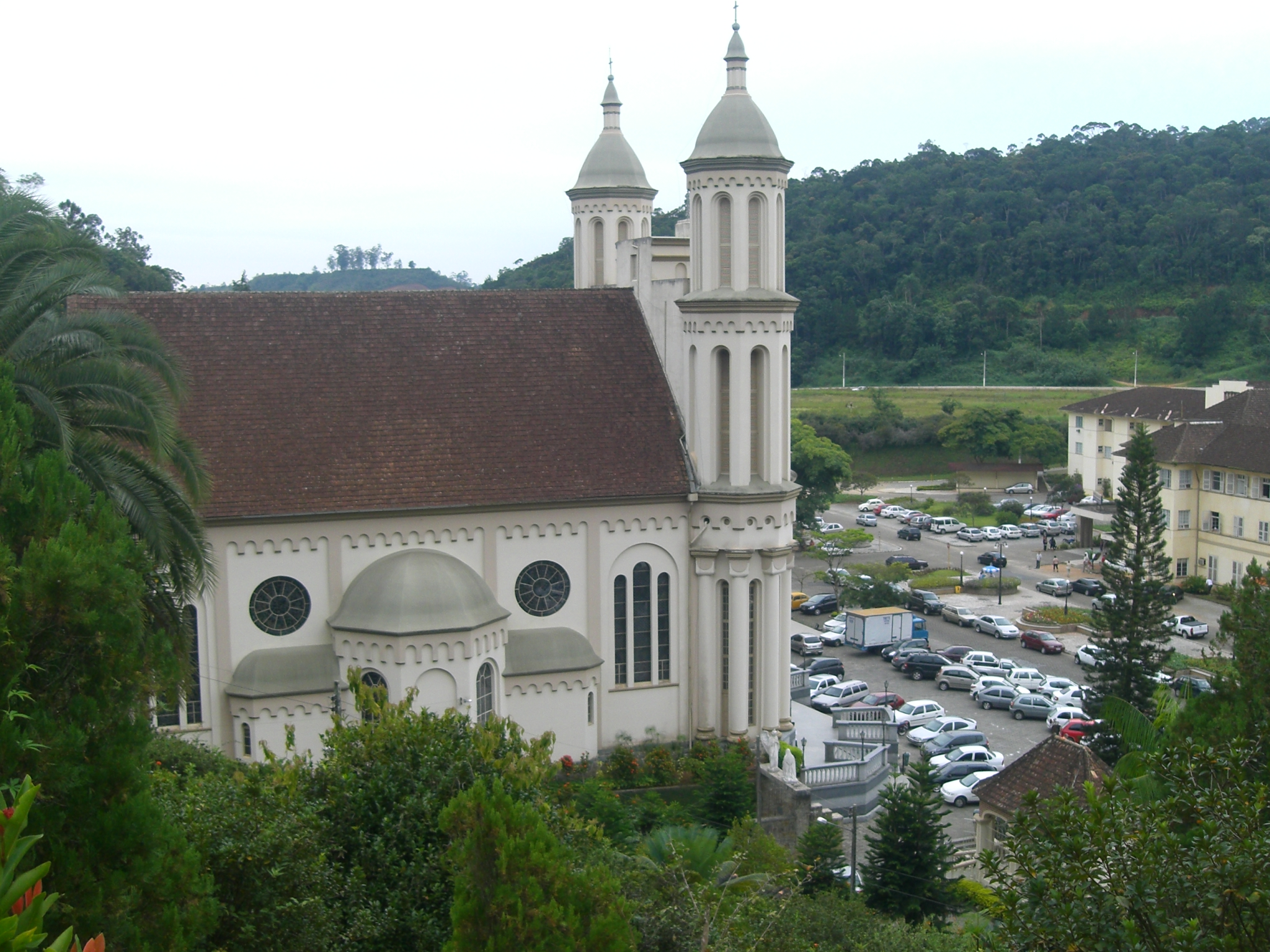
Brusque, en el Estado de Santa Catarina, recibió muchos inmigrantes polacos.

## Religión
En una encuesta de 1991 con los inmigrantes polacos residentes en el sureste de Brasil, el 48,5% declaró ser judío, el 36,4% católicos, 10,7% adeptos de otras religiones y 4,5% no religioso.

## Cultura polaca en Brasil
Paraná es el estado con una mayor influencia de la cultura polaca en Brasil. Muchos descendientes hablan el polaco como lengua materna. La ciudad de Curitiba es considerada la segunda mayor ciudad de inmigrantes polacos en el mundo, solo por debajo de Chicago, en los Estados Unidos. Es la única ciudad brasileña en tener la ortografía en lengua polaca: Kurytyba. La música polaca y su gastronomía han dejado marcas profundas en el estado.

## Comunidades polacas

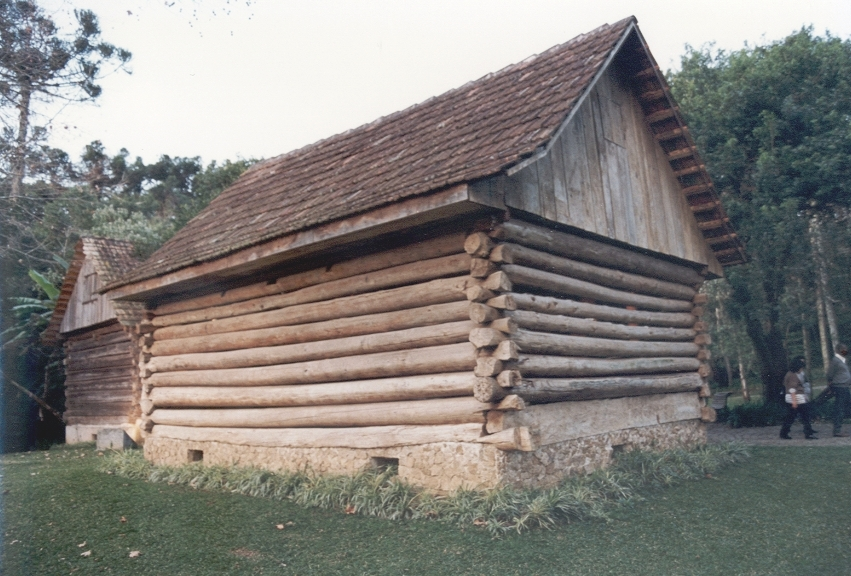
Antigua arquitectura polaca en Curitiba.

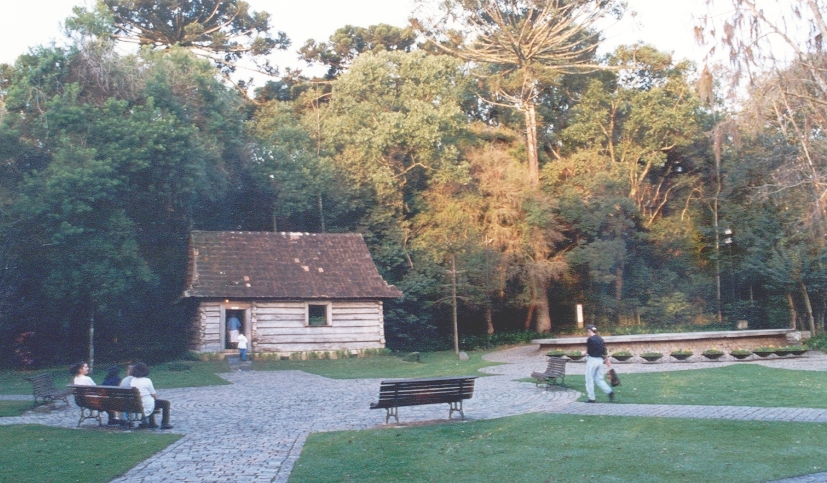
Una típica antigua casa polaca en el Estado de Paraná.

Se estima que casi 600.000 inmigrantes se establecieron en Paraná, representando el 60% de ellos. Y la mayoría de estos primeros colonos polacos radicó en Curitiba. En el interior del estado, fundaron las ciudades de Mallet, Cruz Machado, São Mateus do Sul, Irati y União da Vitória.
Muchos inmigrantes polacos eran católicos. Ente 1841 y 1920 eran casi todos pequeños hacendados y más tarde algunos se desplazaron hasta el interior de los estados de Santa Catarina y Río Grande del Sur.
En la década del 20, varios inmigrantes polacos judíos se establecieron en la ciudad de São Paulo, huyendo de la amenaza constante del nazismo. En São Paulo muchos se hicieron prósperos comerciantes.
En 1929, las familias polacas que desembarcaron en Brasil decidieron crear un nuevo pueblo en el estado de Espírito Santo. En ese año nace la ciudad de Águia Branca (águila blanca en español), cuyo nombre se inspira en el símbolo de la nación polaca que se extiende desde la Edad Media.
- Paraná: Eufrosina, Rio Claro, São Mateus, Santa Bárbara, Prudentópolis, Ivaí, Apucarana (hoy Cândido de Abreu), Castro, Piraí do Sul, Palmeira, Cruz Machado, Guarapuava, Irati, Curitiba y otras.

- Santa Catarina: Lucena (hoy Itaiópolis), Rio Vermelho, Massaranduba, Grã-Pará, Nova Galícia, Brusque y otras.

- Río Grande del Sur: Alfredo Chaves (hoy Veranópolis), Antônio Prado, Bento Gonçalves, Dom Feliciano, Mariana Pimentel, Ijuí, Guaraní das Missões, Áurea, Gaurama, Jaguari, Erechim, y otras.

- São Paulo: São Bernardo, Pariquera-açu, Ciudad de São Paulo, y otras.

- Espírito Santo: Águia Branca, Santa Leopoldina, y otras.